# Caiuajara
Caiuajara ist eine Gattung der Kurzschwanzflugsaurier (Pterodactyloidea) aus der Gruppe der Tapejaridae. Die einzige bekannte Art der bislang monotypischen Gattung ist Caiuajara dobruskii aus der Kreide der Goio-Erê-Formation (Caiuá-Gruppe) des Bundesstaates Paraná im Süden Brasiliens. Fossilfunde von zahlreichen Individuen stammen von einer Fundstelle mit mehreren Bonebeds, die als „Cemitério dos Pterossauros“ („Pterosaurier-Friedhof“) bekannt wurde.

## Etymologie und Forschungsgeschichte
Der Gattungsname Caiuajara ist ein Kofferwort aus den Bezeichnungen „Caiuá“ und Tapejara, der Typusgattung der Tapejarinae. Der Artzusatz dobruskii ehrt Alexandre Dobruski und seinen Sohn João, die bereits 1971 die Fossillagerstätte des „Cemitério dos Pterossauros“ entdeckt hatten.
Die Lagerstätte blieb zunächst 40 Jahre lang unbeachtet. Erst 2011 wurden einige freigewitterte Proben für eine vorläufige Untersuchung entnommen. In den Jahren 2012 bis 2014 folgten gezielte Grabungen durch das Centro Paleontológico da Universidade do Contestado (CENPALEO) in Mafra und das Museu Nacional da Universidade Federal do Rio de Janeiro, die tausende von fossilen Knochen, überwiegend von Flugsauriern, erbrachten.
Ein Großteil der Funde konnte einer einzigen Art von Flugsauriern zugeordnet werden, die 2014 durch Paulo C. Manzig und Koautoren als Caiuajara dobruskii erstbeschrieben wurde. Dabei konnte auf die Überreste von mindestens 47 Individuen unterschiedlicher Entwicklungsstadien zurückgegriffen werden. Als Holotypus wurde ein disartikuliertes (nicht mehr im anatomischen Zusammenhang stehendes) Teilskelett mit Elementen des Schädels und Unterkiefers, Halswirbeln und Teilen der Flügel festgelegt. Das entsprechende Exemplar wird unter der Inventarnummer CP.V 1449 am CENPALEO aufbewahrt.
2019 wurde die Anzahl der Funde bereits mit weit mehr als 100 Individuen angegeben. Die Auswertung der Funde, darunter ein fast vollständiger Schädel samt Unterkiefer (CP.V 8175), ermöglichte 2022 eine Erweiterung der ursprünglichen Diagnose. Die große Menge an Belegmaterial und der gute Erhaltungszustand der Knochen erlaubte zudem die Anfertigung von Dünnschliffpräparaten für osteohistologische Untersuchungen.

## Alterszuordnung
Die Fossilfundstelle von „Cemitério dos Pterossauros“ wird auf Basis sedimentologischer Befunde als nicht kartierbarer Ausläufer der Goio-Erê-Formation innerhalb der Rio-Paraná-Formation interpretiert. Beide, annähernd zeitgleich entstandenen, Formationen sind Teil der Caiuá-Gruppe, die im Bauru-Becken, einem Teilbecken des Paraná-Beckens, abgelagert wurde.
Die chronostratigraphische Zuordnung der Goio-Erê-Formation wird kontrovers diskutiert. Die Angaben in der Fachliteratur schwanken zwischen Turonium bis Campanium oder Coniacium bis Campanium (Oberkreide) und Aptium bis Albium (Unterkreide). Die Sedimente der Caiuá-Gruppe lagern, mit einer Erosionsdiskordanz unbekannter Dauer, den Flutbasalten der Serra-Geral-Formation auf. Diese konnten mit radiometrischen Datierungsmethoden auf ein Alter zwischen 137 und 127 Ma bestimmt werden, was als Maximalalter für die überlagernden Sedimente gewertet werden kann.

## Merkmale

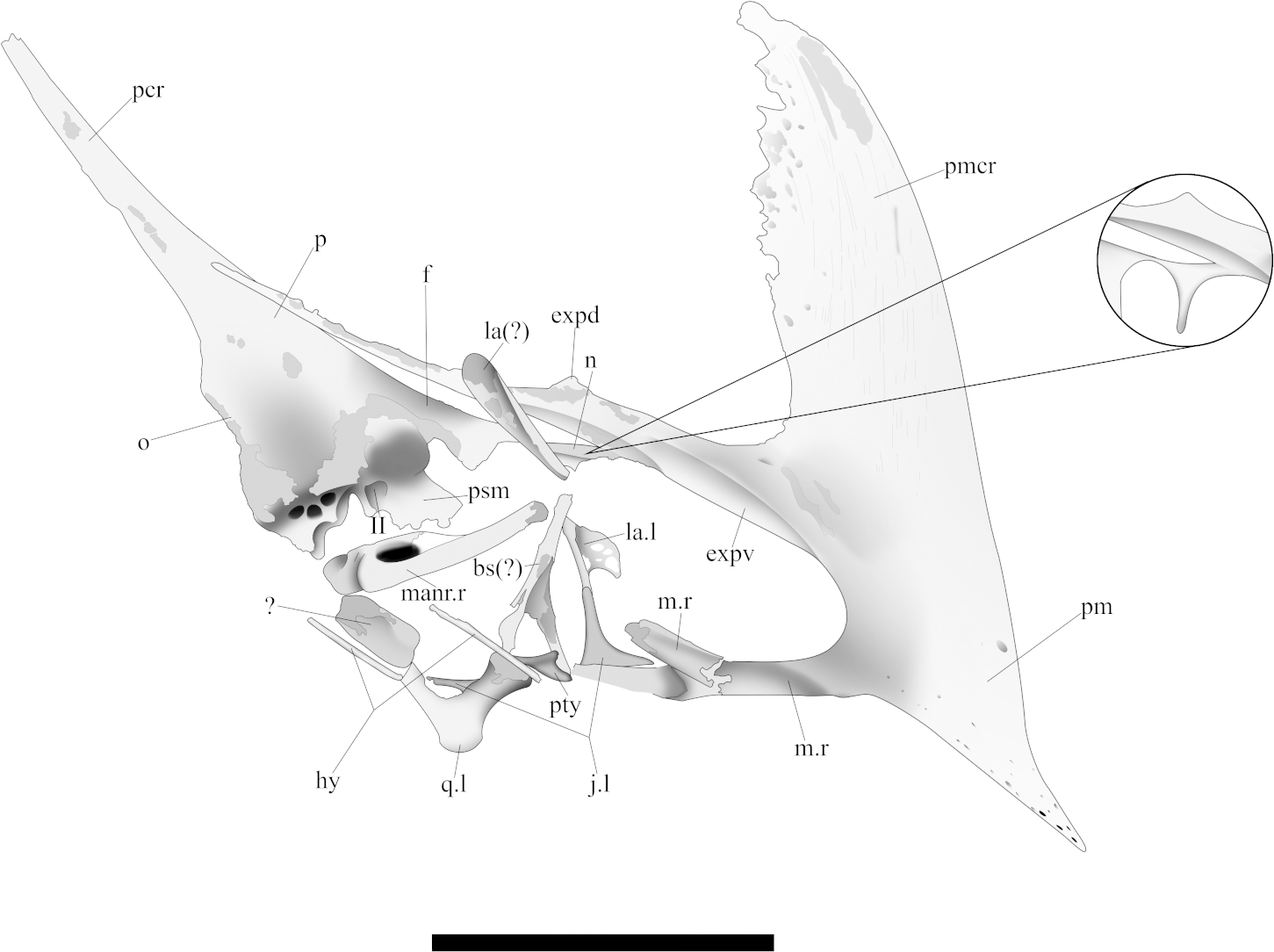
Interpretationsskizze des Schädels CP.V 8175

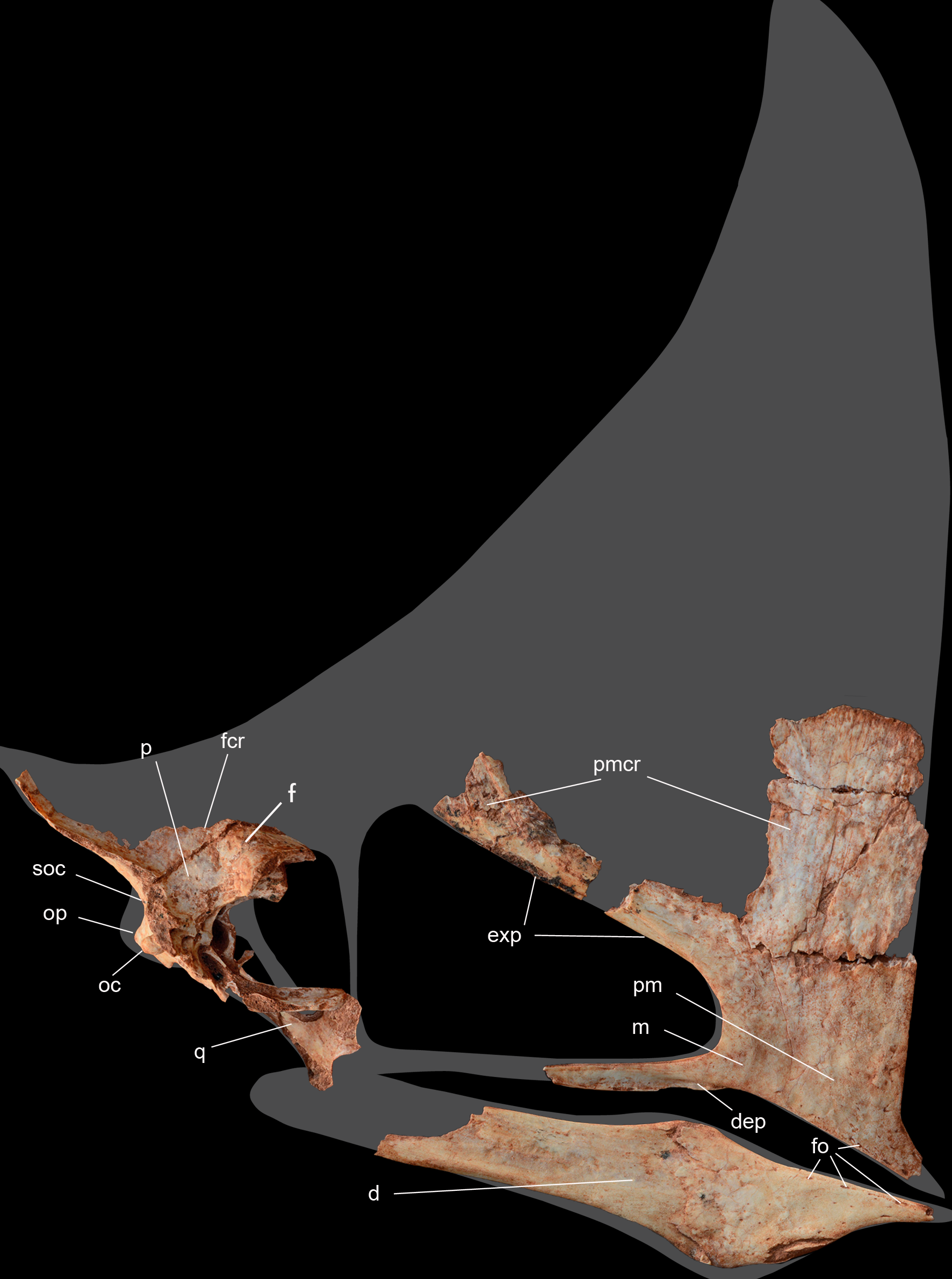
Schädelelemente des Holotypus CP.V 1449

(In Klammern angeführte Abkürzungen beziehen sich auf nebenstehende Abbildungen)
Caiuajara dobruskii war ein relativ kleiner Vertreter der Tapejarinae und erreichte, je nach Entwicklungsstadium, Flügelspannweiten zwischen 0,65 und 2,35 m.
Der zahnlose Schnabel, ein ausgeprägter Knochenkamm („pmcr“), der sich sagittal vom vorderen Bereich der Prämaxilla („pm“) bis über die Occipitalregion („o“, „oc“) erstreckt, ein verlängertes Nasoantorbitalfenster, das mehr als 40 % der Schädellänge einnimmt und ein deutlich ausgeprägter Knochenhöcker an der anterioren Fläche des Coracoids weisen Caiuajara als typischen Vertreter der Tapejaridae aus. Der unter einem stumpfen Winkel nach unten geneigte vordere Teil der Prämaxilla, die birnenförmigen Orbita und der breite anteriore Rand des Nasoantorbitalfensters belegen die Zugehörigkeit zu den Tapejarinae innerhalb der Tapejaridae.
Caiuajara unterscheidet sich von verwandten Formen durch eine Reihe charakteristischer Merkmale (Autapomorphien):

Der Winkel zwischen dem nach unten geneigten vorderen Teil der Prämaxilla und dem ventralen Rand des Oberkiefers beträgt ~142–149°. Ein sagittaler Knochenfortsatz an der ventralen Seite der Prämaxilla ragt in den Bereich des Nasoantorbitalfensters („expv“, „exp“). Die Kontaktfläche des Unterkiefers („d“) zum Oberkiefer weist eine deutliche, rundliche Einbuchtung auf. Das Quadratbein („q“) zeigt am anterolateralen Rand eine längliche Einkerbung. Ventral zum anterioren Teil des Nasoantorbitalfensters verläuft entlang der Maxilla („m“) eine markante, laterale Einbuchtung („dep“). Die beiden Unterkieferäste sind im Bereich der Symphyse an drei Punkten miteinander verbunden. Ein Verbindungspunkt liegt dorsal im Bereich der Kontaktfläche zum Oberkiefer und ein zweiter ventral im Bereich eines Knochenkammes. Der dritte Verbindungspunkt liegt dazwischen, so dass der Hohlraum zwischen dorsaler und ventraler Verbindung durch eine Knochenplattform in eine obere und eine untere Hälfte unterteilt wird.

### Weitere Merkmale
Neben dem markanten Knochenkamm der Prämaxilla sind weitere sagittale Knochenkämme ventral am Unterkiefer und, posterior ausgerichtet („pcr“), am Scheitelbein („p“) vorhanden. Bei Letzteren scheinen zwei unterschiedliche Morphologien vorzuliegen. Der Holotypus CP.V  1449 zeigt einen relativ kurzen, stark dorsal gekrümmten Scheitelkamm, während die entsprechende Struktur beim Exemplar CP.V 8175 langgestreckt und weitgehend gerade ist.
Maxilla und Prämaxilla sind miteinander verschmolzen, so dass dazwischen keine Sutur mehr erkennbar ist. Die Vereinigung dieser beiden Schädelelemente wird zuweilen als „Prämaxillomaxilla“ bezeichnet und ist auch von anderen Flugsauriern, insbesondere Vertretern der Tapejarinae bekannt.
Zahlreiche Foramina („fo“) im anterioren Bereich von Ober- und Unterkiefer deuten auf eine zu Lebzeiten vorhandene Hornscheide, ähnlich der Rhamphotheca bei Vögeln, hin.

### Ontogenese

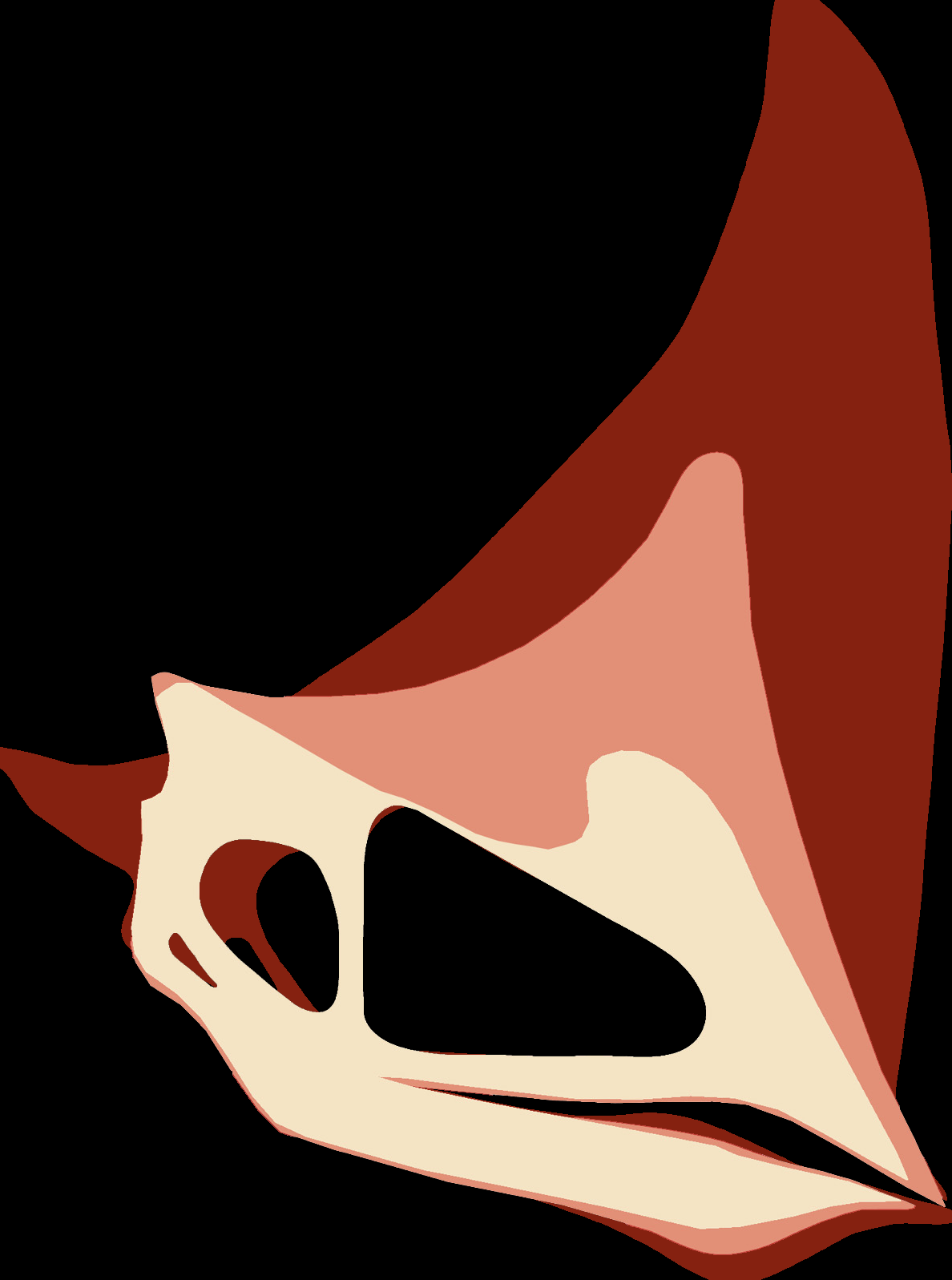
Veränderung der Schädelform im Verlauf der Ontogenese vom Jungtier (hell) bis zum adulten Individuum (dunkel)

Die große Menge an Belegmaterial von Individuen unterschiedlicher Entwicklungsstadien erlaubt Rückschlüsse auf die Ontogenese bei Caiuajara dobruskii.
Abgesehen von der Größenänderung und einer zunehmenden Ossifikation zeigen sich am postcranialen Skelett kaum signifikante Veränderungen im Verlauf der Individualentwicklung. Coracoid und Scapula verschmelzen, wie bei vielen anderen Kurzschwanzflugsauriern, mit zunehmendem Alter zu einem einzelnen Knochen („Scapulocoracoid“). Eine Erweiterung am ventralen Ende des Coracoids ist bei älteren Individuen verhältnismäßig kräftiger ausgebildet und gleiches gilt für eine Verbreiterung am distalen Ende des vorderen Schambeinfortsatzes („Präpubis“). Die „Crista deltopectoralis“ („deltopectoral crest“), eine Knochenleiste am Oberarmknochen, die als Muskelansatz dient und bei Flugsauriern besonders kräftig ausgebildet ist, zeigt dagegen im Verlauf der Individualentwicklung keine Veränderung im Verhältnis zum Oberarmknochen. In Summe spricht der Befund dafür, dass Jungtiere schon in einem frühen Stadium weitgehend entwickelt waren.
Signifikante Veränderungen im Verlauf der Individualentwicklung zeigen sich dagegen in Bezug auf das Schädelskelett und hier insbesondere in der Ausprägung des markanten, von der Prämaxilla ausgehenden Knochenkamms. Bei Jungtieren ist dieser Knochenkamm nur schwach ausgebildet und mit seiner Vorderkante in einem Winkel von etwa 115° zum ventralen Rand des Oberkiefers nach hinten geneigt. Mit zunehmendem Individualalter wird der Prämaxillarkamm signifikant größer und seine Vorderkante wird steiler, bis sie einen Winkel von annähernd 90° zum ventralen Rand des Oberkiefers einnimmt. Eine ähnliche Entwicklungslinie zeigt sich beim sagittalen Knochenkamm an der Ventralseite des Unterkiefers. Bei Jungtieren ist dieses Merkmal kaum vorhanden, bei adulten Individuen aber deutlich und kräftig ausgebildet.
Die Kortikalis der Langknochen wird in allen bekannten ontogenetischen Stadien von fibrolamellarem Knochengewebe dominiert, was auf eine durchgehend hohe Metabolismusrate und rasches Wachstum hinweist. Signifikante Veränderungen am Knochenaufbau, die bei anderen Pterosaurien als Anzeichen für die Erreichung der Flugfähigkeit oder der Geschlechtsreife interpretiert wurden, scheinen bei Caiuajara nicht vorhanden zu sein. Das erste Auftreten von Osteonen im Knochengewebe markiert den Übergang vom juvenilen zum subadulten Tier. Wachstumsunterbrechungen, die sich an histologischen Präparaten der Langknochen als „lines of arrested growth“ („LAGs“) feststellen lassen, treten bei subadulten und adulten Individuen auf. Histologische Hinweise auf einen weitgehenden Abschluss des Knochenwachstums ließen sich im bislang untersuchten Fossilbeleg nicht nachweisen.

## Systematik
Das nebenstehende Kladogramm zeigt in vereinfachter Form das Ergebnis einer phylogenetischen Analyse, die 2019 im Rahmen der Erstbeschreibung von Keresdrakon vilsoni erstellt wurde.
Caiuajara findet sich in dieser Analyse als Teil einer nicht weiter auflösbaren Klade (Polytomie) mit nahe verwandten Formen aus der Kreide Südamerikas (Tapejara wellnhoferi, Tupandactylus imperator) und Europas (Europejara olcadesorum), die als Tapejarini im Rang einer Tribus zusammengefasst werden. Die Tapejarini zeigen sich als Schwestergruppe einer weiteren Klade mit einer Polytomie der Gattungen Eopteranodon, „Huaxiapterus“ und Sinopterus aus der Kreide Chinas. Die Gattung „Huaxiapterus“ wird in der Analyse unter Anführungszeichen gesetzt, da zum Zeitpunkt der Veröffentlichung bereits bekannt war, dass dieses Taxon ungültig ist. Eine Revision der Gattung „Huaxiapterus“ wurde jedoch erst 2023 veröffentlicht und verteilte das entsprechende Belegmaterial auf die bereits etablierte Gattung Sinopterus und die neu eingeführte Gattung Huaxiadraco.
Gemeinsam mit den Gattungen Caupedactylus und Aymberedactylus bilden die beiden Schwestergruppen die Tapejarinae im Rang einer Unterfamilie. Tapejarinae und Thalassodrominae zeigen sich als die beiden Hauptgruppen der Tapejaridae im Rang einer Familie, der, innerhalb der Tapejaromorpha, Keresdrakon vilsoni, die zweite Flugsaurier-Art aus dem „Cemitério dos Pterossauros“, als Schwestertaxon gegenübersteht.

## Palökologie

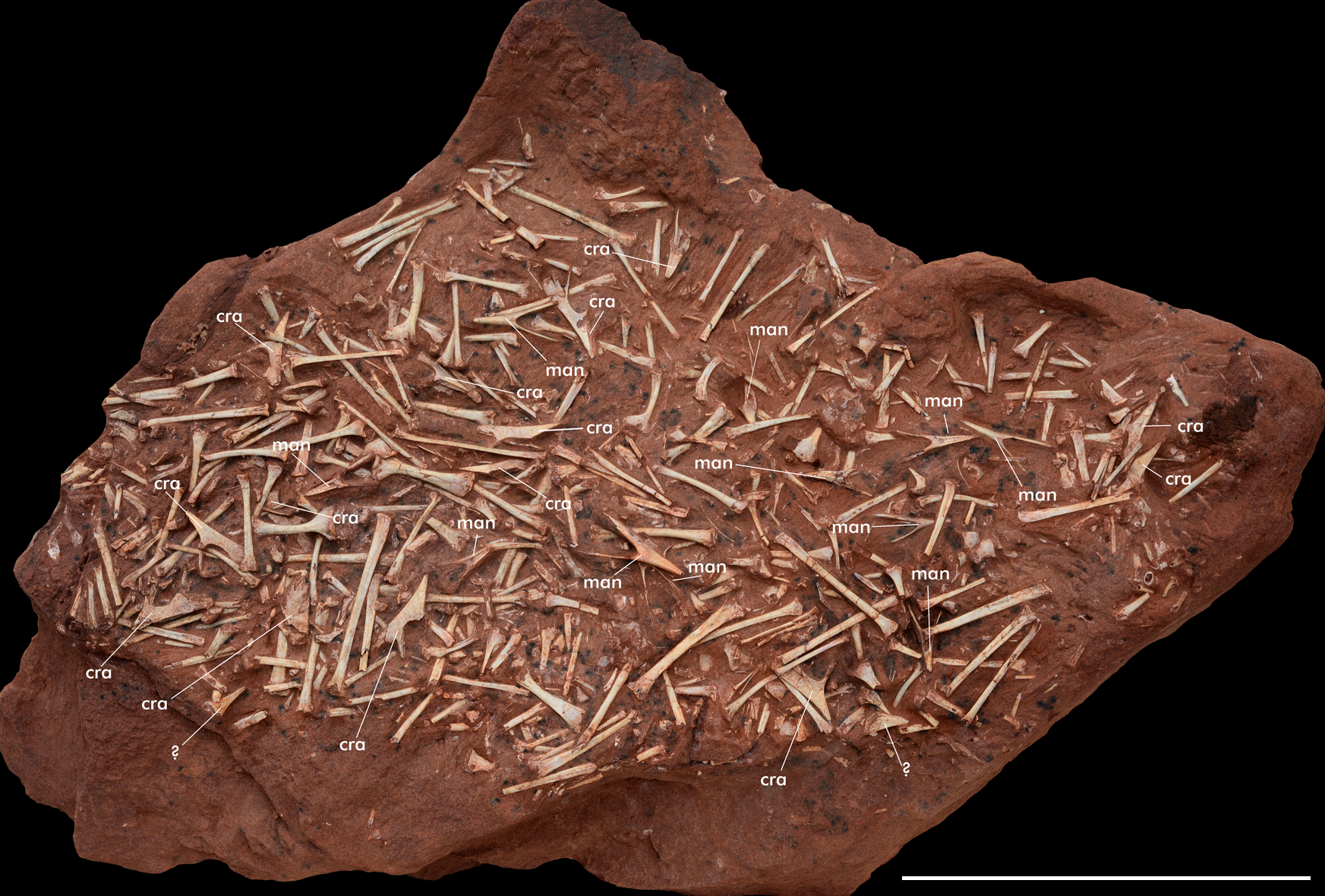
Sandsteinblock des „Cemitério dos Pterossauros“ (CP.V 1450) mit den Überresten von mindestens 14 Caiuajara-Individuen
(„cra“: Schädel; „man“: Unterkiefer); Maßstabsleiste: 20 cm

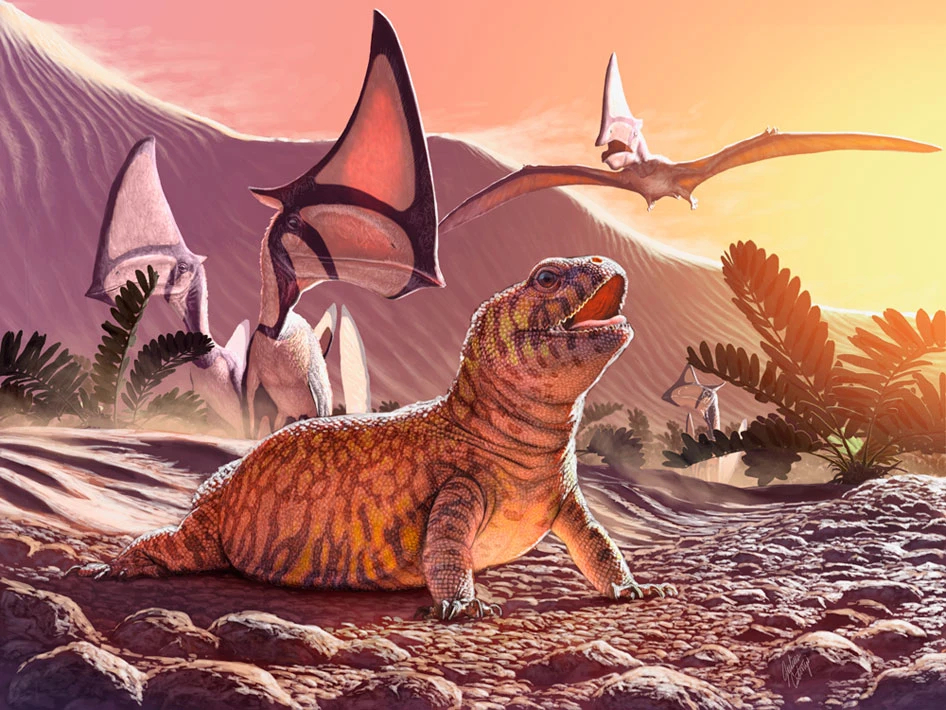
Lebendrekonstruktion im Paläohabitat mit Gueragama sulamericana im Vordergrund
(Paläokunstwerk von Julius T. Csotonyi)

Die Sedimente der „Cemitério dos Pterossauros“-Fossillagerstätte wurden im Bereich eines dauerhaft, oder auch nur jahreszeitlich bedingt, bestehenden Wasserkörpers, wie etwa einem See, innerhalb eines Wüstengebietes mit ausgedehnten Dünenfeldern abgelagert. Die Lagerstätte setzt sich aus vier Bonebeds in unterschiedlichen, aber nahe beieinander liegenden stratigraphischen Niveaus zusammen. In allen vier Knochenansammlungen dominieren Überreste von Caiuajara dobruskii. „Cemitério dos Pterossauros“ ist damit, neben der Lagarcito-Formation aus dem Albium der argentinischen Provinz San Luis mit Pterodaustro guinazui und der Tugulu-Gruppe aus der Unterkreide der autonomen Region Xinjiang im Nordwesten Chinas mit Hamipterus tianshanensis, erst die dritte bekannte Fundstelle mit monodominanten Pterosaurier-Bonebeds.
Im hangendsten Bonebed treten ausschließlich Knochen juveniler Exemplare von Caiuajara dobruskii auf. In den drei übrigen Bonebeds sind untergeordnet auch Überreste von anderen Wirbeltieren vorhanden. Neben den beiden Vertretern der Noasauridae Berthasaura leopoldinae und Vespersaurus paranaensis ist mit Keresdrakon vilsoni ein weiterer Pterosaurier nachgewiesen. Die „Cemitério dos Pterossauros“-Lagerstätte ist damit die erste Fundstelle mit Pterosaurier-Bonebeds, die Überreste von mehr als einer Flugsaurier-Art enthält. Mit Gueragama sulamericana ist zudem auch noch eine kleine Echse aus der Gruppe der acrodonten Leguanartigen vertreten.
Sowohl der sedimentologische als auch der paläontologische Befund lassen den Schluss zu, dass im Ablagerungsraum der Fossillagerstätte ein gewisses Maß an Vegetation vorhanden war. Ein Fossilbeleg dafür ist jedoch noch ausständig.
Die Wirbeltierreste der Bonbeds sind meist weitgehend disartikuliert und zeigen unterschiedliche Grade von Verwitterungsspuren, in der Regel jedoch kaum Anzeichen von Abnutzung durch einen Transport über weitere Strecken. Das bedeutet, dass der Sterbeort in der Nähe des Ortes der Fossilwerdung lag und dass die Kadaver bis zur vollständigen Verwesung der Witterung ausgesetzt waren. Die Bildung der Bonebeds selbst wird auf sporadisch auftretende hochenergetische Ereignisse, wie etwa Sandstürme, zurückgeführt.
Die bislang bekannten Wirbeltierarten der Fossillagerstätte „Cemitério dos Pterossauros“ werden dementsprechend als Teile eines gemeinsamen Ökosystems in einer Wüstenoase interpretiert. Caiuajara dobruskii ernährte sich vermutlich, wie auch andere Vertreter der Tapejarinae, frugivor. Für Keresdrakon vilsoni wird hingegen eine Ernährungsweise als Aasfresser oder opportunistischem Räuber, ähnlich dem rezenten Marabu, vermutet. Vespersaurus paranaensis machte möglicherweise Jagd auf Caiuajara dobruskii. Für Berthasaura leopoldinae wird hingegen eine herbivore oder omnivore Ernährungsweise vermutet.
Die überwiegende Mehrzahl der Funde von Caiuajara dobruskii lässt sich juvenilen Exemplaren zuordnen. Überreste von (sub)adulten Individuen treten nur vereinzelt auf und Alttiere mit bereits abgeschlossenem Knochenwachstum scheinen zu fehlen. In Kombination mit der hohen Anzahl an Individuen wird der Befund dahingehend interpretiert, dass zumindest die Jungtiere in Kolonien lebten und die Wüstenoase des „Cemitério dos Pterossauros“ von der Art als Kinderstube genutzt wurde.
Auf Basis des bereits weitgehend entwickelten postcranialen Skeletts folgerten die Erstbeschreiber, dass die Jungtiere als Nestflüchter schon in einem frühen Stadium der Individualentwicklung die Flugfähigkeit erlangten. Ein gewisses Maß an Brutpflege wurde dabei allerdings nicht ausgeschlossen. Im Gegensatz dazu wurden die histologischen Befunde dahingehend interpretiert, dass die Jungtiere als Nesthocker intensiver Brutpflege bedurften und, ähnlich wie rezente Pinguine oder Flamingos, in einer Crèche aufwuchsen.